# Pünkösthy László
Uzoni Pünkösthy László (Arad, 1912. január 4. – Budapest, 1948. április 21.) katonatiszt, vezérkari százados.
Az un. Magyar Közösség ügy kapcsán tartóztatták le, de a világháború alatt elkövetett gyilkosságokért illetve bűnrészességért háborús bűnösként illetve angol kémként ítélték halálra és végezték ki. (Pünkösthy László és 5 társa ügy.)

## Élete
1934-ben végzett hadnagyként a Ludovika Akadémián. A II. világháború alatt vezérkari századosként a 2. magyar hadsereg parancsnokságán volt szállásszabályozó tiszt. Nyugati fogságba esett. 
A magyar hatóságok háborús bűnösként több személy sérelmére elkövetett gyilkosság illetve bűnrészesség miatt kőrözték, ugyanis 1944-ben mint mosonszentjánosi állomásparancsnok agyonlövetett két munkaszolgálatost és bűnrészes volt három román katonaszökevény önkényes kivégzésében is. Feltehetően ezt használta fel ellene a brit hírszerzés a beszervezésénél illetve hazaküldésénél. 
Amikor a brit hírszerzés megbízásából hamis névre szóló iratokkal próbált Magyarországra mint volt nyugati hadifogoly visszatérni, a magyar katonai elhárítás (HM Katonapolitikai Osztály) kőrözési arcképéről azonosította és ettől kezdve mozgását megfigyelte ahogy különféle személyekkel, volt horthysta főtisztekkel és főként kisgazda párti politikusokkal veszi fel a kapcsolatot.
1946 december elején tartóztatták le. Bár ügyét a Magyar Közösség üggyel (Köztársaság elleni összeesküvés per) kapcsolatosan szokták emlegetni, 1947. május 21-n az említett háborús bűntettekért valamint kémkedésért a Budapesti Népbíróság ítélte kötél általi halálra és végezték ki.